# Бејлагански рејон
Бејлагански рејон (азер. Beyləqan rayonu), једна је од 78 административно-територијалних јединица Азербејџана. Налази се у пределу региона Аран. Административни центар рејона се налази у граду Бејлаган. 
Бејлагански рејон обухвата површину од 1.130 km² и има 87.900 становника (подаци из 2011). 
Административно, рејон се даље дели у 40 мањих општина.